# 鄧愷威
鄧愷威（1998年12月1日—），為台灣職業棒球選手，目前效力於美國職棒舊金山巨人。2024年3月31日（美西時間），於聖地牙哥教士隊主場Petco Park 大聯盟中繼初登板，為舊金山巨人隊史上第一位台灣選手。

## 生平
高中時即擁有高達153km/h的球速，2017年畢業後與明尼苏达双城簽下50萬美元簽約金的小聯盟合約。
2019年7月在交易案中成為雙城隊取得山姆·戴森的籌碼，轉投舊金山巨人的小聯盟系統。
2023年入選中華臺北國家隊參加2023年世界棒球經典賽。
2023年世界棒球經典賽 中華V.S巴拿馬 中繼登板
2024年3月30日，經舊金山巨人球團的通知，生涯首次升上大聯盟，成為第17位登上大聯盟的台灣球員。4月1日，生涯首次初登板中繼三局繳出四次安打三次保送四次三振失三分的成績。
2024年4月21日被巨人隊下放回3A，取而代之的是先前被放進受傷名單的Sean Hjelle。 
22天總計出賽4場11局，自責分率9.82、被打擊率0.326、每局被上壘率2.09
2025年8月3日，鄧愷威於客場對紐約大都會隊完成生涯首次大聯盟先發，成為繼王建民、曹錦輝、郭泓志、陳偉殷與曾仁和後，第六位以先發身份登板的台灣投手。該場比賽主投3.1局，用球67顆，送出4次三振、3次保送，被敲4支安打失5分（皆為自責分），其中包含一支由Pete Alonso擊出的三分全壘打，最終吞下敗投。儘管結果不盡理想，巨人隊總教練Bob Melvin仍表示肯定其後段表現，未來仍會考慮讓其再次先發。
2025年8月9日中繼登板，5局4次三振無失分，拿下大聯盟生涯首勝。

## 職棒生涯成績

### 美國職棒
| 年度 | 球隊       | 出賽 | 先發 | 勝投 | 敗投 | 中繼 | 救援 | 完投 | 完封 | 三振 | 四壞 | 責失 | 投球局數 | 自責分率 | 被上壘率 |
| ---- | ---------- | ---- | ---- | ---- | ---- | ---- | ---- | ---- | ---- | ---- | ---- | ---- | -------- | -------- | -------- |
| 2024 | 舊金山巨人 | 4    | 0    | 0    | 0    | 4    | 0    | 0    | 0    | 7    | 8    | 12   | 11.0     | 9.82     | 2.09     |
| 2025 | 舊金山巨人 | 3    | 2    | 1    | 2    | 1    | 0    | 0    | 0    |      |      |      |          |          |          |

## 外部連結
- 鄧愷威在美國職棒官網（英语）
- 鄧愷威在Baseball-Reference.com（大聯盟）（英语）
- 鄧愷威在Baseball-Reference.com（小聯盟以及海外聯盟）（英语）
- 鄧愷威在ESPN（MLB）（英语）
- 鄧愷威的Instagram帳戶
- 鄧愷威在台灣棒球維基館上的頁面（繁體中文）